# آنتون بروکنر
آنتون بروکنر (به آلمانی: Anton Bruckner) (زادهٔ ۴ سپتامبر ۱۸۲۴ در آنزفلدن، اتریش - درگذشتهٔ ۱۱ اکتبر ۱۸۹۶ در وین) آهنگ‌ساز و نوازنده ارگ و از آهنگ‌سازان دورهٔ پسارمانتیک بود.

## زندگی

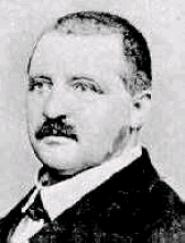
بروکنر، حدود سال ۱۸۶۰

پدر و پدربزرگش در آنزفلدن معلم بودند. او از کودکی، هم با موسیقی جدی کلیسایی و هم با شکل تفریحیِ موسیقی آشنایی یافت. آنتون اولین تعلیمات موسیقی را از پدرش گرفت، ولی پس از چندی، در ۱۱سالگی، برای تعلیمات بیشتر، نزد یوهان بابتیست وایس، ارگ‌نواز پرآوازه، در شهر هورشینگ در تئوری و آهنگ‌سازی در سطحی بالا شاگردی کرد. از این دوران، تعدادی آثار از او باقی‌مانده (WAB ۳۱ ،۱۳ و احتمالاً ۱۲۷ و ۱۲۸).
بعد از مرگ پدرش در ۱۸۳۷، آنتون به آنزفلدن بازمی‌گردد و در کلیسای سن فلوریان در گروه کر پسران نابالغ زیرنظر آنتون کاتینگر تا سه سال به موسیقی عملی می‌پردازد. کاتینگر، که آنتون دستیاری‌اش را نیز می‌کرده، در شکل‌گیری سبک آهنگ‌سازی‌های وی اثری قابل توجه داشته‌است؛ درحالی‌که نام او در این سال‌ها به‌عنوان نوازندهٔ ویلن هم برده شده‌است.
بروکنر آهنگ‌ساز خودآموخته‌ای بود، و نخستین شغل‌اش، ارگ‌نوازی در دیر قدیس فلوریان در نزدیکی آنسفلدن در ۱۸۵۱ بود. بعداً به کلیسای جامع لینتس رفت و از ۱۸۵۶ تا ۱۸۶۸ ارگ‌نواز آن‌حا بود. او بسیار مذهبی بود، و نخستین اثر باقی‌مانده از او مس رکویم است که در سال ۱۸۴۹ نوشت. بروکنر زمینهٔ دهقانی داشت و لهجه غلیظ شهرستانی‌اش در وین باعث تمسخر می‌شد. نسبتاً منزوی هم بود و برای توضیح دادن موسیقی‌اش یا بحث کردن دربارهٔ آن تلاشی نمی‌کرد. با این حال نگرش موسیقایی‌اش در آن زمان خیلی مدرن محسوب می‌شد.
آنتون در جوانی نخست سعی داشت که همچون پدر و پدربزرگش در مدرسه به معلمی بپردازد. در ۱۶سالگی به لینتز می‌رود تا در دوره‌های آموزشی این رشته شرکت کند. در این کلاس‌ها، علاوه بر دروسی چون زبان، انشا، حساب و جغرافی، از یوهان اوت دورنبرگر درس موسیقی میگرد، کسی که بعد از کاتینگر و معلم ویلنش، مارکس گروبر، او را با مکتب وین آشنا می‌کند و این بار با کتابی که آن را بعدها در کنسرواتوار وین تدریس می‌کرد. در این سال‌ها او خود به آموختن کنترپوان بر اساس «هنر فوگ» اثر یوهان سباستیان باخ و چند فوگ دیگر اثر یوهان گئورگ آلبرشتس‌برگر می‌پردازد و با سمفونی شماره ۴ اثر لودویگ فان بتهوون نیز آشنا می‌شود.
تحصیلات برای معلمی در سال ۱۸۴۱، با کارنامه‌ای که به تاریخ ۱۶ اوت صادر شده، به پایان می‌رسد. نمرات او «خوب» یا «خیلی خوب» هستند، هرچند که نمراتش در موسیقیِ عملی پایین‌تر از تئوری‌اند. آنتون باید اکنون برای به‌دست‌آوردن موقعیتی خوب در یک مدرسه از روستاهای کوچک شروع کند. اولین ایستگاه او در این مسیر، مدرسه‌ای کوچک در روستای ویندهاگ (Windhaag) در بومن است. وی در آنجا در کنار معلمی، آهنگ‌سازی هم می‌کند و ارگ کلاویکورد و ویولن می‌نوازد و اولین رابطهٔ عاطفی را در این سال‌ها با خواهر یکی از هنرجویان ویولنش، ماریا یوبست، که خوانندهٔ کر نیز بوده تجربه می‌کند. بروکنر مس ویندهاگ را در ۱۸۴۲ به او تقدیم می‌کند. او از سال ۱۸۴۵ تا ۱۸۵۵ در آزمون‌های تکمیلیِ دیگری نیز شرکت می‌کند و بعد از دو بار تغییر محل کار در سن فلوریان، که خود در آن درس خوانده‌بود، مشغول به کار می‌شود، اما بزرگترین موفقیتش در این دوران به‌دست‌آوردن پُست ارگ‌نوازی در کلیسای سراُسقفی شهر لینتز در سال ۱۸۵۵ بود.
سن بروکنر در هنگام تصنیف نخستین سمفونی‌اش در ۱۸۶۵، بیش از چهل سال
بود. سمفونی‌های بروکنر بیشتر بدون برنامهٔ خاص و دارای چهار موومان هستند. از میان سمفونی‌های او، سمفونی شمارهٔ ۴، شمارهٔ ۷ و شمارهٔ ۹ که ناتمام است قابل توجهند. بروکنر که سرسپردهٔ واگنر بود، گاهی از سوی هواخواهان اردوی مخالف و به‌ویژه از سوی ادوارد هانسلیک که طرفدار برامس بود، به‌شدت مورد حمله قرار می‌گرفت.
آنتون بروکنر چهره مهمی در تکامل سمفونی بود. با اینکه آهنگ‌ساز رومانتیکی بود، از ساختارهای کلاسیک مانند فرم سونات، در سمفونی‌های خود استفاده کرد و این ساختارها را بسط داد. به خصوص از واگنر تأثیر پذیرفت. بروکنر ارگ‌نواز هم بود، و علاوه بر ۹ سمفونی، تعدادی اثرسازی و آثار کرال مذهبی هم ساخت.

## برخی از آثار
- ۹ سمفونی
- چهارنوازی (کوارتت) برای سازهای زهی
- ۴ مس
- رکوئیم